# Atraphaxis atraphaxiformis
Atraphaxis atraphaxiformis är en slideväxtart som först beskrevs av Viktor Petrovitj Botjantsev, och fick sitt nu gällande namn av T.M.Schust. & Reveal. Atraphaxis atraphaxiformis ingår i släktet Atraphaxis och familjen slideväxter. Inga underarter finns listade i Catalogue of Life.